# Мушан Топаловић
Мушан Топаловић звани Цацо (Сарајево, 1957. – Сарајево, 1993), заповедник 10. брдске бригаде Армије РБиХ. Сматра се одговорним за ратне злочине почињене на Казанима надомак Сарајева.

## Биографија
Мушан Топаловић Цацо је рођен у Сарајеву 1957. године. У родном граду је завршио основну школу. Након мале матуре, често је долазио у сукоб са законом, па је често завршавао у затвору због кривичнох дела као што су: насилничко понашање, крађа, распачавање дроге, силовање, ремећење јавног реда и мира. Свирао је гитару у музичким групама. Био је талентован музичар. Почетком 1990-их је свирао у ресторану робне куће Босна у Сарајеву. Сарађивао је за музичарима: Недом Украден и Дином Мерлином.
Почетком рата у Босни и Херцеговини основао је 10. брдску бригаду Армије РБиХ, која је имала око 2.000 војника. Мушан Топаловић и његови припадници 10. брдске бригаде Армије РБиХ сматрају се одговорним за присилно одвођење грађана Сарајева на копање ровова. Био је познат по томе како је убијао Хрвате и још више Србе у Сарајеву. Радило се о становницима Сарајева српске и хрватске националности, касније и Бошњаке који су живели у опшинама Стари Град и Центар Сарајево. Махом их се одводило на подручје Требевића код јаме зване Казани, а онда је тим људима нестао сваки траг. Тела су бацана у јаму звану Казани или спаљивана. Зна се за изјаву Мушана Топаловића како је босански ислам добар извозни производ за ЕУ, те да ће га у Немачкој радо прихватити. Бошњачки политички врх је знао за његове злочине (Алија Изетбеговић, Сефер Халиловић). Када су се тужиоци МКСЈ-а са сигурношћу уверили да неће бити ништа од обећања Алије Изетбеговића како ће се злочине ефикасно истражити и осудити одговорне, а поготово након што су видели фарсу од сарајевских суђења одговорним за злочине на Казанима, истражиоци су Хашког суда узели ствар у своје руке.
Топаловић је убијен 26. октобра 1993. године у Операцији Требевић 2, односно акцији хапшења по налогу бошњачког политичког врха и директне наредбе Алије Изетбеговића. Хапшење је организовало Предсједништво РБиХ, Армија РБиХ и МУП РБиХ, при чему је погинуло девет специјалаца припадника МУП-а РБиХ.
Цацо је првобитно био укопан у гробу обиљеженим као Н.Н. близу стадиона Кошево. Влада РБиХ је 1996. године обзнанила локацију гроба и његови остаци су ексхумирани. Дана 2. децембра 1996. године извршен је укоп којем је присустовало око 12.000 људи из Сарајева, већином бивших чланова Зелених беретки и других паравојних јединица. Укоп је јавно сниман и преношен, што је оштро осудио генерал Јован Дивјак, назвавши га као "глорификацију гангстера".